# Solaris Urbino 9 LE electric
Solaris Urbino 9 LE electric je částečně nízkopodlažní elektrický autobus, který od roku 2021 vyrábí polská společnost Solaris Bus & Coach. Jedná se o nástupce modelu Urbino 8,9 LE electric.
Grafickým symbolem autobusu je zelený jezevčík s elektrickou zástrčkou místo ocasu.

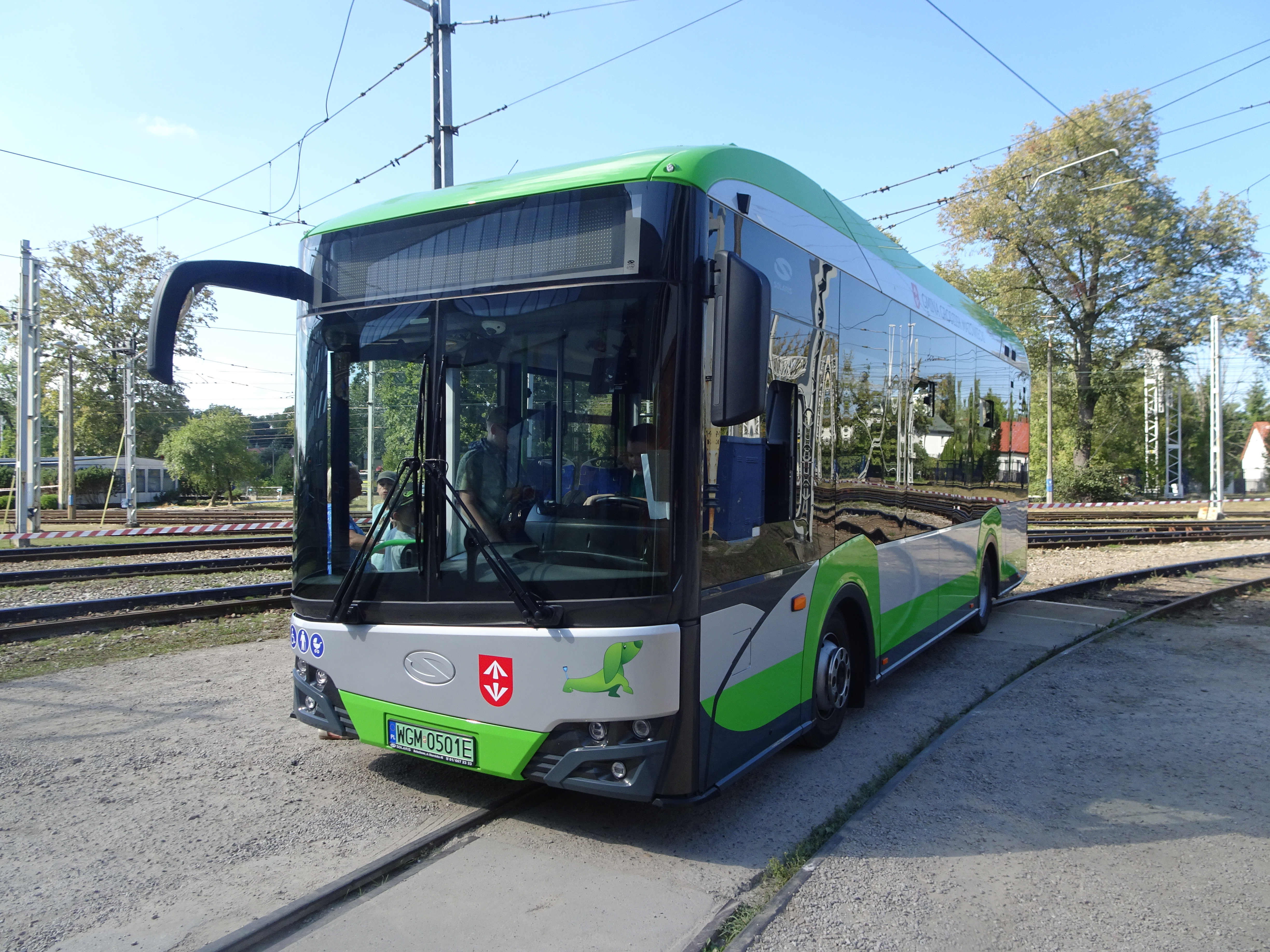
Přední pohled